# 上卡茨
上卡茨（德語：Oberkatz，發音：[ˈoːbɐkats]）是德国图林根州施马尔卡尔登-迈宁根县曾经的一个市镇，与下卡茨相邻，面积9.11平方千米，2017年12月31日人口为239人。2019年1月1日，上卡茨与另外5个市镇并入市镇卡尔滕诺德海姆。